# Zoltán Kovács (Gewichtheber)
Zoltán Kovács (* 24. August 1977 in Budapest) ist ein ehemaliger ungarischer Gewichtheber.

## Karriere
Kovács erreichte bei den Europameisterschaften 1999 den fünften Platz in der Klasse bis 94 kg.  Bei den Weltmeisterschaften im selben Jahr war er Neunter. 2000 nahm er an den  Olympischen Spielen in Sydney teil, bei denen er Sechster wurde. Danach wechselte er in die Klasse bis 105 kg und gewann bei den Europameisterschaften 2001 Bronze im Zweikampf und Silber im Stoßen. Bei den Weltmeisterschaften 2001 war er Elfter. 2002 belegte er bei den Europameisterschaften 2002 den achten Platz. Bei den Olympischen Spielen 2004 in Athen verweigerte er die Dopingkontrolle und wurde für zwei Jahre gesperrt.